# Aleksander Czekanowski

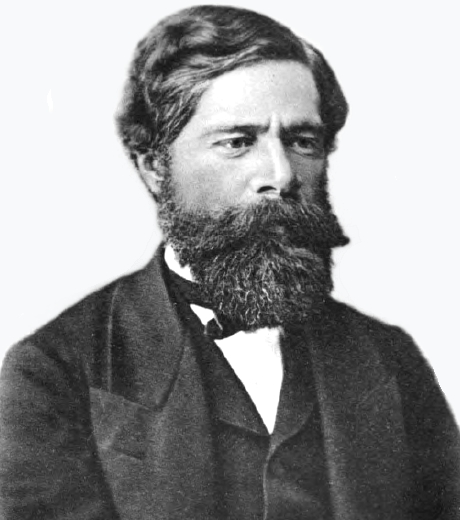
Aleksander Czekanowski

Aleksander Piotr Lawrentjewitsch Czekanowski (russisch Александр Лаврентьевич Чекановский; * 12. Februarjul. / 24. Februar 1833greg. in Kremenez, Gouvernement Wolhynien; † 18. Oktoberjul. / 30. Oktober 1876greg. in St. Petersburg) war ein polnisch-russischer Geologe.

## Leben
Czekanowskis Vater Wawrzyniec Czekanowski führte eine Pension in Kremenez und war Naturforscher, Insektenkundler und ehrenamtlicher Mitarbeiter des zoologischen Kabinetts des Gymnasiums. Die Mutter war deutscher Herkunft. In seiner Jugend sprach Czekanowski deutsch und polnisch.
Czekanowski begann 1850 das Medizinstudium an der Universität Kiew. Allerdings interessierte ihn die Medizin nicht sehr, sodass er sich den Naturwissenschaften und besonders der Geologie bei Konstantin Feofilaktow und der Zoologie bei Karl Kessler zuwandte. 1855 wechselte er nach dem Erhalt des Arzt-Deiploms an die Kaiserliche Universität Dorpat und hörte in der Geologie-Fakultät die Vorlesungen über Mineralogie. Dort wurde er in den Konwent Polonia aufgenommen. Wegen seiner schwierigen materiellen Lage musste er im Sommer 1857 das Studium dort aufgeben.
Nach der Rückkehr nach Kiew arbeitete Czekanowski beim Bau der Telegrafenlinie von Russland nach Indien der Firma Siemens & Halske mit. Seine häufigen Reisen nutzte er auch für wissenschaftliche Forschungen. Daneben beteiligte er sich an der Systematisierung der paläontologischen Sammlungen der Universität Kiew.
Vor dem polnischen Januaraufstand trafen sich in Czekanowskis Wohnung hervorragende junge Leute. Wegen des Verdachts, am Aufstand beteiligt zu sein, wurde Czekanowski 1863 verhaftet und nach Sibirien unbefristet verbannt. Von Kiew ging es zu Fuß nach Tobolsk. In Tomsk litt er an Typhus mit periodischen psychischen Zusammenbrüchen. Er kam zunächst nach Transbaikalien in einen Ort bei Tschita und dann in einen Ort westlich des Baikalsees. Unterwegs legte er eine große Insektensammlung an. Dazu stellte er sich aus einem Karaffenbruchstück eine Lupe her. Schließlich kam er nach Padun beim Ostrog Bratsk an der Angara, wo er neben der harten Arbeit bei den Bauern die Geologie der Angara-Region studierte und Wetterbeobachtungen mit selbst konstruierten Instrumenten machte.
Czekanowskis Sammlung erwarb 1866 der Geologe Friedrich Schmidt, den er seit seinem Studium in Dorpat kannte und der weitere Sammlungen bestellte und ihn mit Büchern versorgte. 1868 bewirkte Schmidt Czekanowskis Befreiung von der Zwangsarbeit. Czekanowski wurde nach Irkutsk versetzt und arbeitete in der Sibirischen Abteilung der Kaiserlichen Russischen Geographischen Gesellschaft. Er erforschte 1869–1871 den südlichen Teil des Gouvernements Irkutsk. Zusammen mit Wiktor Godlewski, Karl Neumann und Benedykt Dybowski vermaß er 1871 den nördlichen Teil des Chöwsgöl Nuur in der Mongolei. Er erforschte das Gebiet am Oberlauf der Unteren Tunguska und nahm an einer Expedition auf dem Olenjok teil. Er erstellte die erste zuverlässige Dokumentation über die Region der Unteren Tunguska (1873), des südlichen Teils der Lena und der Olenjok-Region (1874–1875). Am Oberlauf der Unteren Tunguska hatte er Steinkohle- und Graphit-Lagerstätten entdeckt.
1876 erhielt Czekanowski die Genehmigung zur Rückkehr nach St. Petersburg. Dort begann er, die Sammlungen seiner gesammelten geographischen, geologischen und paläontologischen Objekte zu dokumentieren. Seine botanischen und zoologischen Sammlungen bearbeiteten andere Wissenschaftler. Seine wissenschaftlichen Ergebnisse stellte er in einer Reihe von Veröffentlichungen dar.
Czakanowski schlug der Kaiserlichen Akademie der Wissenschaften das Projekt einer großen Expedition zur geologischen Untersuchung aller großen sibirischen Flüsse zwischen Jenissei und Pjassina vor, das wegen der hohen Kosten abgelehnt wurde. Darauf verzweifelte er und litt unter Verfolgungswahn. Er starb am 30. Oktober 1876 in St. Petersburg durch Suizid mit Gift.
Czekanowskis Namen tragen die Czekanowskiberge, ein Gipfel am Nordrand der Utulik-Wasserscheide, Pik Czekanowskogo, eine Siedlung bei Bratsk, der Eisenhut Aconitum czekanovskyi, das Vergissmeinnicht Myosotis czekanowskii, die Lärche Larix czekanowskii, der Karpfenfisch Rhynchocypris czekanowskii, der Bärenspinner Hyperborea czekanowskii, die Ameise Myrmica tschekanovskii und die Langbeinfliege Dolichopus czekanovskii. Die Narodowy Bank Polski gab 2004 eine Czekanowski-2-Złoty-Gedenkmünze heraus.